# 奥明子
奥 明子（おく あきこ）は、日本における教育者である。岩手県出身。保育に関する著作が多数ある。

## 主たる経歴および実績
- 1975年：明治大学大学院文学研究科修士課程修了。
- 修了後、貞静学園保育福祉専門学校に勤務。
- 貞静学園短期大学設置に貢献し、2009年短期大学開学と同時に学長に就任。
- 学校法人理事長、日本家庭教育学会常任理事・副理事長の肩書をもつ[1]。

## 主な著作
- 『楽しく学ぶ現代英語』
- 『保育者になる人のための英語コミュニケーシヨン』
- 『日本における家庭の過去と現在』